# Australomimetus sydneyensis
Australomimetus sydneyensis är en spindelart som beskrevs av Stefan Heimer 1986. Australomimetus sydneyensis ingår i släktet Australomimetus och familjen kaparspindlar.
Artens utbredningsområde är New South Wales. Inga underarter finns listade.